# Thalassaphorurini
Tribu
Les Thalassaphorurini sont une tribu de collemboles de la famille des Onychiuridae.

## Liste des genres
Selon Checklist of the Collembola of the World (version du 3 octobre 2019) :
- Agraphorura Pomorski, 1998
- Allonychiurus Yoshii, 1995
- Detriturus Pomorski, 1998
- Micronychiurus Bagnall, 1949
- Sensillonychiurus Pomorski & Sveenkova, 2006
- Spinonychiurus Weiner, 1996
- Thalassaphorura Bagnall, 1949

## Publication originale
- Pomorski, 1998 : Onychiurinae of Poland (Collembola: Onychiuridae). Genus (Wroclaw), Supplement, p. 1-201.